# Vyaçeslav Lıçkin
Vyaçeslav Lıçkin (ros.: Вячеслав Степанович Лычкин, Wiaczesław Stiepanowicz Łyczkin; ur. 30 września 1973 w Baku) − azerski piłkarz w trakcie kariery piłkarskiej występujący na pozycji pomocnika. Przez niemal całą karierę piłkarską związany z klubami azerskimi i rosyjskimi. Wyjątkiem krótkie pobyty w Turcji (Trabzonspor) i Finlandii (Turun Palloseura). W reprezentacji Azerbejdżanu zadebiutował w 1995 roku. W latach 1995-2001 wystąpił w 45 meczach kadry, w których zdobył cztery gole.